# Lint: The King of Ska
Lint: The King of Ska è un bootleg della band californiana Operation Ivy prodotto postumo nel 1993 su 45 giri. Contiene tre canzoni di cui solo My Life, però, fu effettivamente registrata live di fronte al pubblico. Le altre due tracce provengono da dei demo del 1987.
La prima stampa del disco fu limitata a 2000 copie numerate a mano, e sull'etichetta centrale del disco è disegnato Foghorn Leghorn, personaggio dei fumetti. Il disco fu poi ristampato, ma senza tirature limitate (quindi presumibilmente furono ristampate più di 2000 copie), e senza Foghorn Leghorn disegnato sull'etichetta centrale del disco.

## Formazione
- Jesse Michaels - voce
- Lint (Tim Armstrong) - chitarra
- Matt McCall (Matt Freeman) - basso
- Dave Mello - batteria

## Tracce

### Lato A
1. Healthy Body (Unreleased Version 1987 Demo)
2. My Life (Live at Gilman)

### Lato B
1. Steppin' Out (1987 Demo)